# Diocèse de Pensacola-Tallahassee
Le diocèse de Pensacola-Tallahassee (Dioecesis Pensacolensis–Talloseiensis) est un diocèse de l'Église catholique aux États-Unis, situé dans la province de Miami en Floride, avec son siège à Pensacola. Le saint patron du diocèse est saint Michel Archange. Il est tenu depuis 2017 par William Albert Wack (en), C.S.C.

## Histoire
Le diocèse est érigé le 1 octobre 1975, par la bulle Sapienter quidem du pape Paul VI, recevant son territoire du diocèse de Saint Augustine et du diocèse de Mobile, aujourd'hui métropolitain,. Le pape a nommé l'évêque auxiliaire René Gracida de l'archidiocèse de Miami comme premier évêque de Pensacola-Tallahassee.

## Territoire
Le diocèse s'étend dans la partie nord-ouest de la Floride, et comprend 18 comtés, principalement du corridor de Floride : Bay, Calhoun, Escambia, Franklin, Gadsden, Gulf, Holmes, Jackson, Jefferson, Leon, Liberty, Madison, Okaloosa, Santa Rosa, Taylor, Wakulla, Walton et Washington.
Le territoire s'étend sur 36 726 km², et il est divisé en 50 paroisses, regroupées en 4 doyennés : East Central, Eastern, West Central et Western

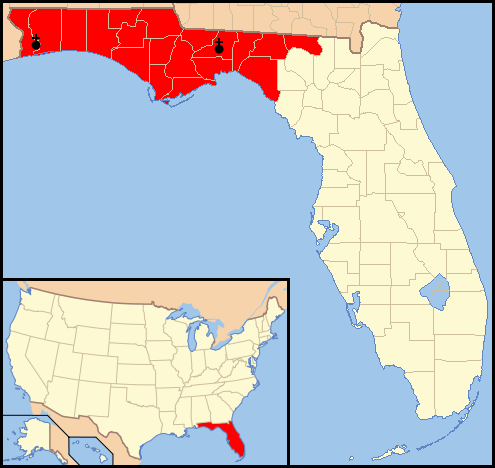
Localisation du diocèse.
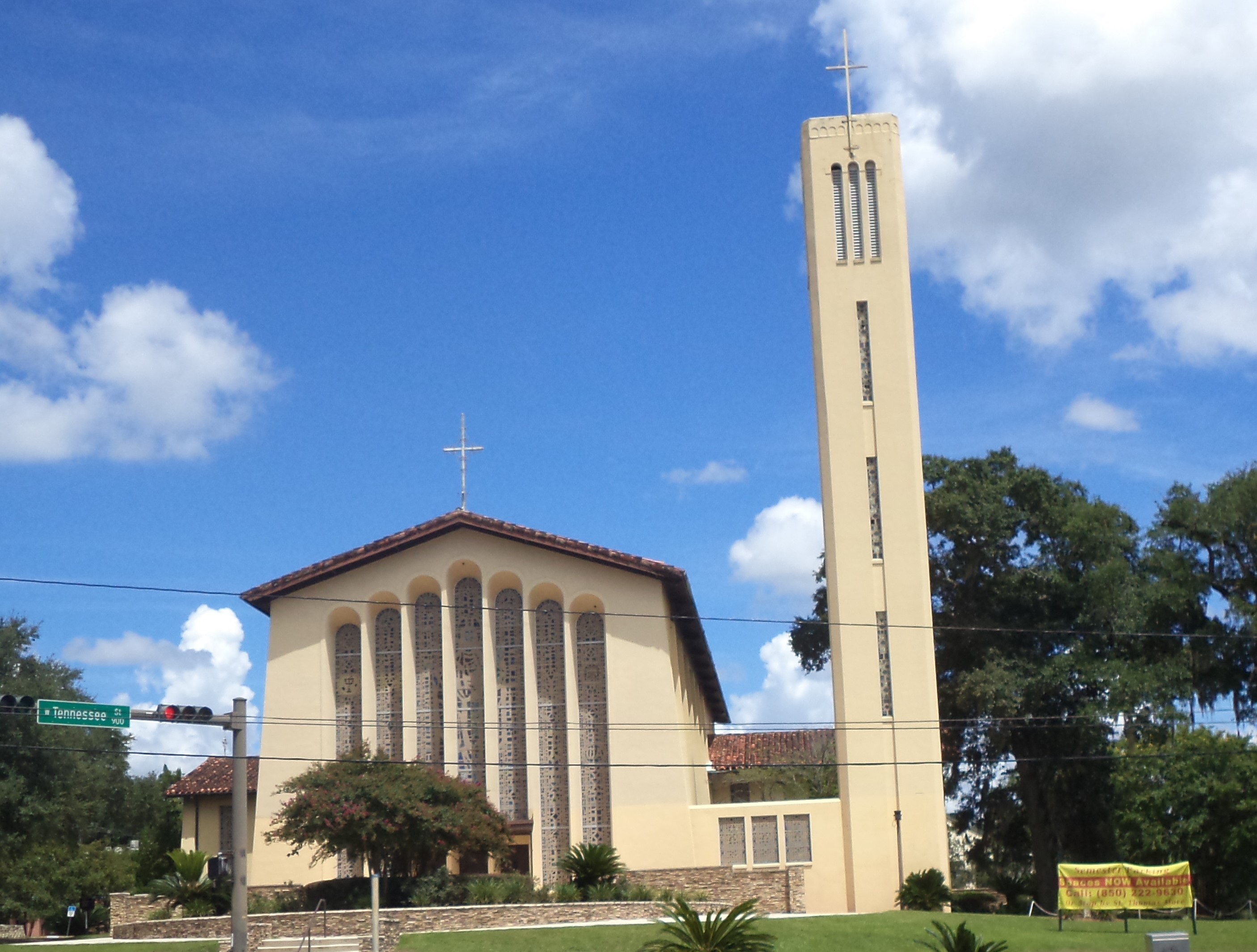
Co-cathédrale Saint-Thomas-More.

## Églises principales
Le siège épiscopal se trouve à la cathédrale du Sacré-Cœur de Pensacola (en), ville où se trouve aussi une basilique mineure, la basilique Saint-Michel-Archange (en).
Il y a aussi une co-cathédrale, la co-cathédrale Saint-Thomas-More (en) de Tallahassee.

## Statistiques
En 2021, le diocèse servait 64 077 catholiques (4,2% des 1 529 926 habitants), dans 50 paroisses et 9 missions, avec 93 prêtres (81 diocésains, 12 réguliers), 63 diacres permanents, 17 frères religieux et 15 religieuses.